# Магазин на площі
«Магазин на площі» (словац. Obchod na korze) — чорно-білий фільм-драма 1965 року словака Яна Кадара та чеха Елмара Клоса на основі словацького сценарію Ладислава Гросмана. Всі натурні зйомки велися у місті Сабинів у північно-східній Словаччині. Фільм — шедевр кінематографу «Празької весни», до того ж жорсткіший та абсурдніший, ніж тогочасні чехословацькі фільми — в ньому набагато більше переплетень смішного та жахливого. Фільм — рефлексія на тему «маленької людини», пересічного громадянина, непоганого хлопця, який нікому до певного часу не зробив зла. Але він абсолютно несподівано отримує «подарунок долі», за який доведеться платити своєю та чужою кров'ю. 

## Сюжет
Дія фільму відбувається в 1942 році в Словаччині. Нацистська влада в рамках програми аріїзації пропонує місцевому теслі Антоніну (Тоно) Бртко забрати невеликий магазин товарів для шиття у старої та довірливої єврейки Розалії Лаутман. Бідному Тоно нібито посміхається доля. Його жадібний шурин виявляється дрібним нацистським функціонером, котрий має право призначати арійських «опікунів» над єврейською власністю. Дружина Тоно сподівається, що скоро магазин принесе їм прибуток та вони стануть багатими. Але згодом Тоно розуміє, що цей магазин — надзвичайно бідний, але не може сказати це дружині через її жорсткий характер. А 78-річна власниця магазину Розалія Лаутман взагалі не розуміє, що в Європі тепер «новий порядок». Тоно вона взагалі сприймає як кандидата в прикажчики. Єврейська община змушена взяти на утримання нового власника, щоб він турбувався про пані Розу. Але тепер вже новий власник не може ігнорувати наказ влади про те, що у встановлений час усі євреї мають зібратися в одному місці. Того, хто приховуватиме євреїв — стратять. Остання чверть фільму — перформанс актора Йозефа Кронера, що грав Тоно. У нього тепер є варіанти «убий» або «вмри», виявляється, що є ще й варіант «убий або вмри». Одним планом, передсмертним видінням Тоно режисери дали зрозуміти глядачам, що вони дивилися історію кохання, нехай платонічного, але яке вбиває не гірше за кулі.

## У ролях
- Розалія Лаутман — Іда Камінска,
- Антонін Бртко — Йозеф Кронер,
- Евеліна Брткова — Хана Слівкова,
- Піті Баці — Адам Матейка

## Нагороди
- Приз на Міжнародному кінофестивалі у Канах (1965);
- Премія «Оскар» за найкращий фільм іноземною мовою (1966);
- Премія «Давид Донателло» (1967)